# Max Joseph in Bayern

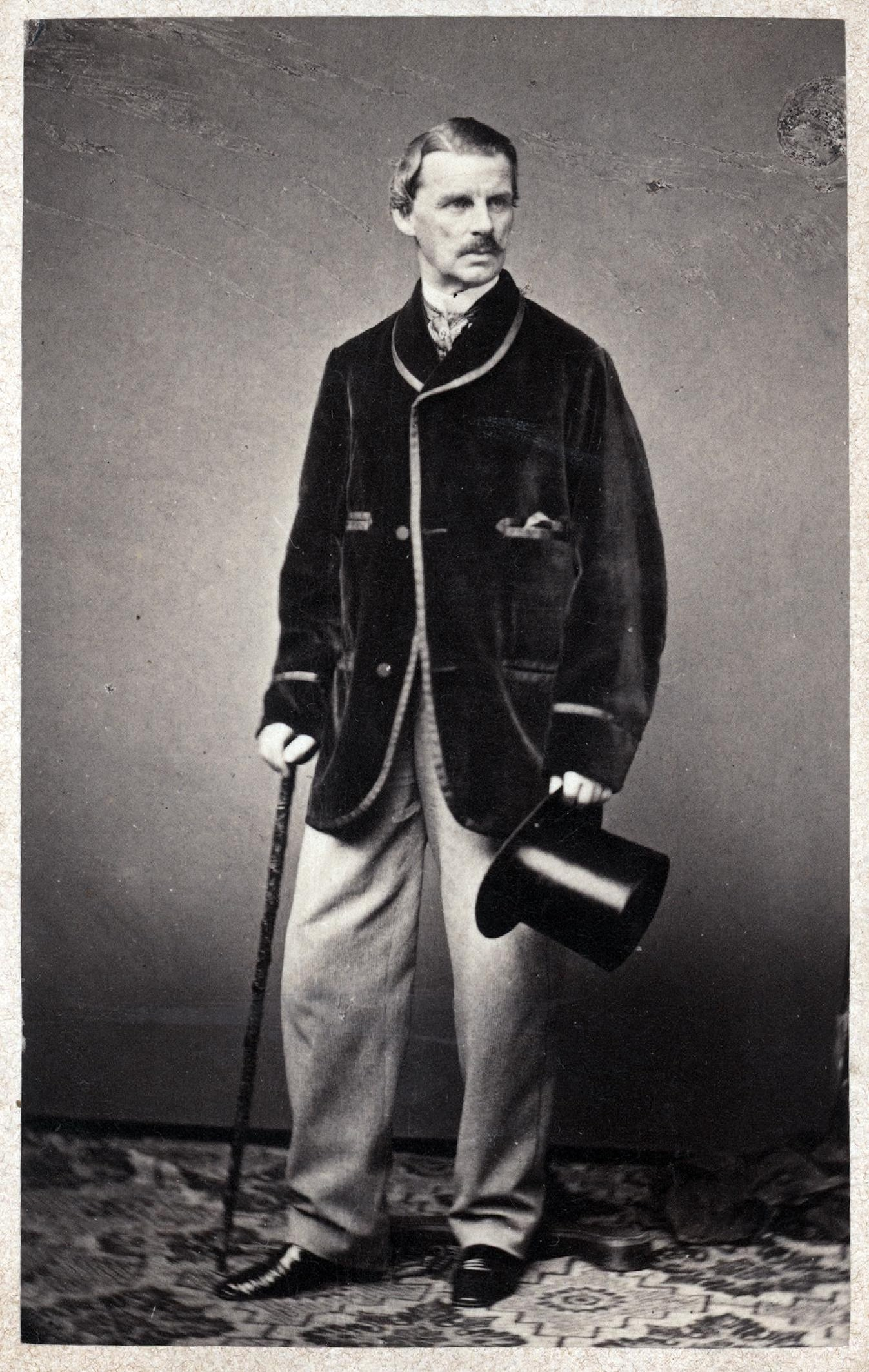
Herzog Max in Bayern

Herzog Max in Bayern (eigentlich Herzog Maximilian Joseph in Bayern) (* 4. Dezember 1808 in Bamberg; † 15. November 1888 in München) war Herzog in Bayern und Angehöriger der Nebenlinie Pfalz-Zweibrücken-Birkenfeld-Gelnhausen des Hauses Wittelsbach.
Er war einer der bedeutendsten Förderer der bayerischen Volksmusik im 19. Jahrhundert. Herzog Max Joseph in Bayern war der Vater von Elisabeth, Kaiserin von Österreich und Apostolische Königin von Ungarn, später besser bekannt als Sisi.

## Leben

### Herkunft

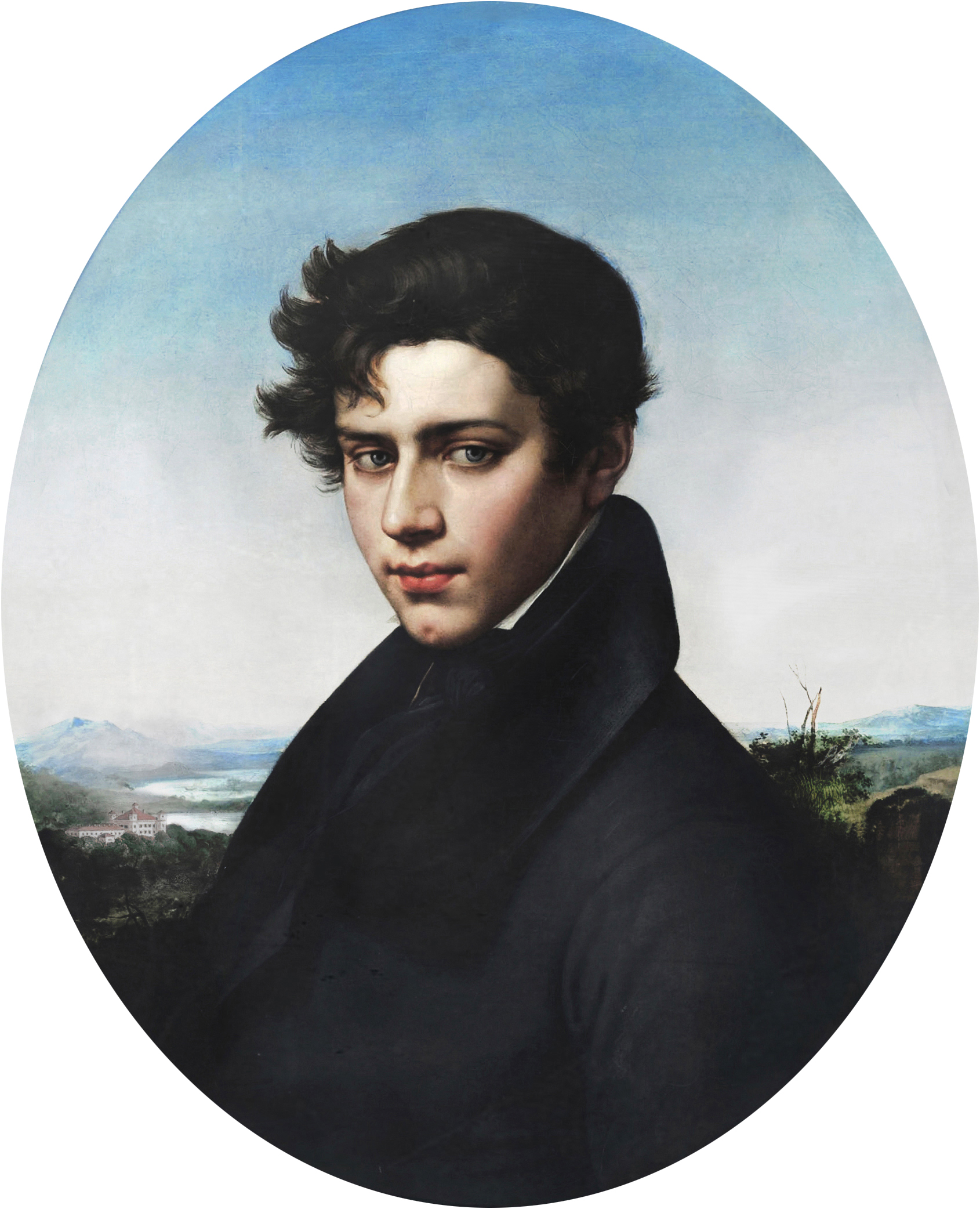
Max Joseph in Bayern (Gemälde von Joseph Karl Stieler, ca. 1825/1831)

Der Sohn von Herzog Pius August in Bayern (1786–1837) aus der Wittelsbacher Nebenlinie Pfalz-Birkenfeld-Gelnhausen und dessen Ehefrau Amalie Luise von Arenberg (1789–1823) wurde in der Neuen Residenz auf dem Domberg geboren. Pius’ Vater Herzog Wilhelm in Bayern (1752–1837) stammte aus der Linie der pfälzischen Wittelsbacher und hatte Maria Anna von Pfalz-Zweibrücken, eine Schwester des pfalz-bayerischen Kurfürsten Maximilian IV. Joseph (später König Max I. Joseph), geheiratet. 1799 wurde Wilhelm zum Herzog in Bayern ernannt. Damit erhielt er eine Rente, einen Wohnsitz in München und einen Titel. Der Herzog ohne Besitzungen wurde zunächst mit dem Wittelsbacher Herzogtum Berg entschädigt und wohnte in Schloss Burg bei Solingen. Nach den Neustrukturierungen durch Napoleon musste die Familie nach Bayern, in die Neue Residenz umsiedeln.
Deshalb wohnte Wilhelms Sohn Pius mit seiner Frau in Bamberg, wo sie einen Sohn bekamen, den sie nach seinem königlichen Großonkel Maximilian Joseph nannten.

### Ausbildung
Um Max’ Erziehung kümmerte sich nach dem Tod der Mutter Amalie Luise mittlerweile der nach Schloß Banz umgesiedelte Großvater Wilhelm in Bayern. Sein Vater Pius war wenig präsent. Deshalb besuchte Max von 1817 bis 1824 in München das von Benedict von Holland OSB geleitete öffentliche Königliche Erziehungs-Institut für Studierende (Seminarium Gregorianum). In den Ferien kam Max häufig nach Bamberg und Banz.

### Heirat

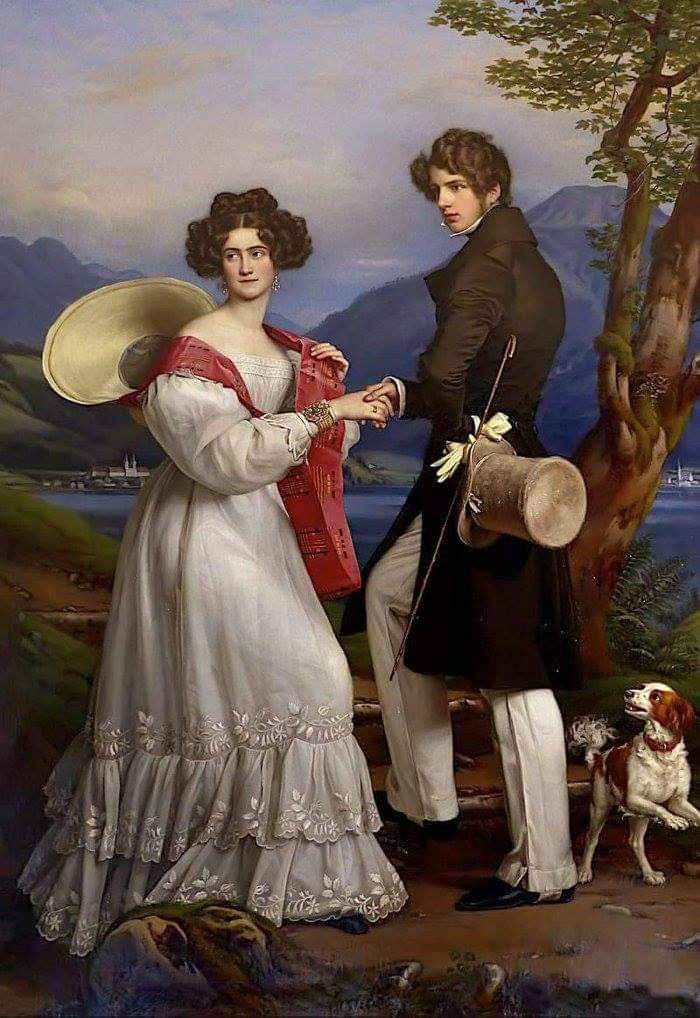
Prinzessin Ludovika und Herzog Max in Bayern (1828)

Der Großvater vereinbarte auch die Eheschließung mit König Maximilian I. Josephs Tochter Ludovika, die im September 1828 gegen den Willen der beiden um zwanzig Jahre alten Brautleute erfolgte.

### Aussehen
Eine Enkelin von Herzog Max, Herzogin Amelie von Urach, beschreibt das Aussehen ihres Großvaters wie folgt: „Großpapa war von besonders schöner, schlanker Gestalt, etwas dunkelhaariger als Großmama, hatte schöne, regelmäßige Züge und bräunliche in das Grünliche schimmernde Augen.“

### Interessen
Nach dem Tod seines Großvaters Wilhelm in Bayern war Max ein reicher Mann und konnte sich einen luxuriösen Lebensstil leisten. So ließ er sich von 1828 bis 1831 in München ein prunkvolles Palais nach einem Entwurf von Leo von Klenze erbauen, das Herzog-Max-Palais, in welchem es nicht nur ein Singcafé (Café-chantant, bayr. „Brettl“) mit einem äußerst freizügig gestalteten 44 Meter langen Fries gab, sondern auch eine kleine Zirkusarena. Hier führte der begeisterte Reiter seinen Gästen Kunststücke vor oder verkleidete sich als Clown, um die Zuschauer zu verulken. Wie auch später seine Tochter Herzogin Elisabeth, die spätere Kaiserin Elisabeth (Kosename „Sisi“), unternahm er ausgedehnte Reisen, wobei ihn besonders die Länder im Mittelmeerraum faszinierten. 1834 erwarb er Schloss Possenhofen und 1838 das Wasserschloss Unterwittelsbach. Ferner gehörte ihm das Kloster Banz, während seine Frau Ludovika 1875 von ihrem Halbbruder, Prinz Karl von Bayern, Kloster Tegernsee mit dem Wildbad Kreuth und Gut Kaltenbrunn erbte. Diese Besitztümer gab Herzogin Ludovika allerdings weiter an ihren Sohn, Herzog Carl Theodor in Bayern.
Herzog Max erreichte, dass die vorher als „Lumpeninstrument“ angesehene Zither auch in höfischen Kreisen Einzug fand. Er wurde wegen seiner Leidenschaft auch Zither-Maxl genannt, war selber ein virtuoser Zitherspieler und komponierte auch für die Zither. Der Zithervirtuose Johann Petzmayer war sein Lehrer und wurde von ihm protegiert. Durch diese beiden wurde die Zither das bayerische Nationalinstrument schlechthin. Aber auch Literatur, Theater, Jagd und Reitkunst hatten es ihm sehr angetan. Unter dem Namen „Phantasus“ erschienen von Herzog Max viele Skizzen und Dramen, z. B. über Lukretia Borgia.

### Reise ins Heilige Land
Mit kleinem Gefolge reiste er ab dem 20. Januar 1838 von München über Venedig, Korfu, Patras, Athen, Alexandria und Kairo ins Heilige Land. In der Salvatorkirche in Jerusalem wurde er durch den Franziskaner-Kustos als Ritter vom Heiligen Grab investiert. Im Verlauf dieser Reise sammelte er eine Vielzahl an Reiseandenken, die er nach Kloster Banz bringen ließ, um sich dort ein Kuriositätenkabinett im orientalischen Stil seiner Zeit einzurichten. Dieses einzigartige Ensemble ist heute als Orientalische Sammlung im Museum Kloster Banz der Öffentlichkeit zugänglich. Die Ausstellung beinhaltet in ihrer historischen Konzeption, neben archäologischen Objekten der altägyptisch-pharaonischen Kulturgeschichte, naturwissenschaftliche Objekte aus dem Bereich der Flora und Fauna. Des Weiteren zeigt die Ausstellung ethnografische Objekte aus der Zeit des Osmanischen Reiches. Nach acht Monaten kehrte Herzog Max am 17. September 1838 in sein Palais in der Münchner Ludwigstraße zurück. 1839 wurde er zum Ehrenmitglied der Bayerischen Akademie der Wissenschaften ernannt.

### Außereheliche Verhältnisse
Herzog Max in Bayern unterhielt zeitlebens außereheliche Affären, aus denen weitere Nachkommen stammten. In München hatte er eine Geliebte namens Franziska Fischer, mit der er drei uneheliche Kinder hatte – zwei Töchter und einen Sohn, die er auch finanziell unterstützte und zu denen er einen engen Kontakt pflegte. Außerdem unterhielt er eine Beziehung zu der spanischen Tänzerin Pepita de Oliva.

### Tod
Herzog Max starb nach zwei Schlaganfällen am 15. November 1888. Seine sterblichen Überreste wurden in der herzoglichen Familiengruft unter dem Altarraum der Tegernseer Kirche St. Quirin bestattet. Viele Menschen erwiesen dem beliebten, volksnahen Herzog die letzte Ehre. Auch der österreichische Kaiser Franz Joseph samt Thronfolger Rudolf war anwesend, nicht jedoch seine Lieblingstochter Sisi. Kaiserin Elisabeth hatte es vorgezogen, zur Erholung nach Korfu zu reisen. Chef des Hauses der Herzöge in Bayern wurde sein zweiter Sohn Carl Theodor, da der ältere Ludwig Wilhelm auf sein Erstgeborenenrecht verzichtet hatte.

## Nachkommen

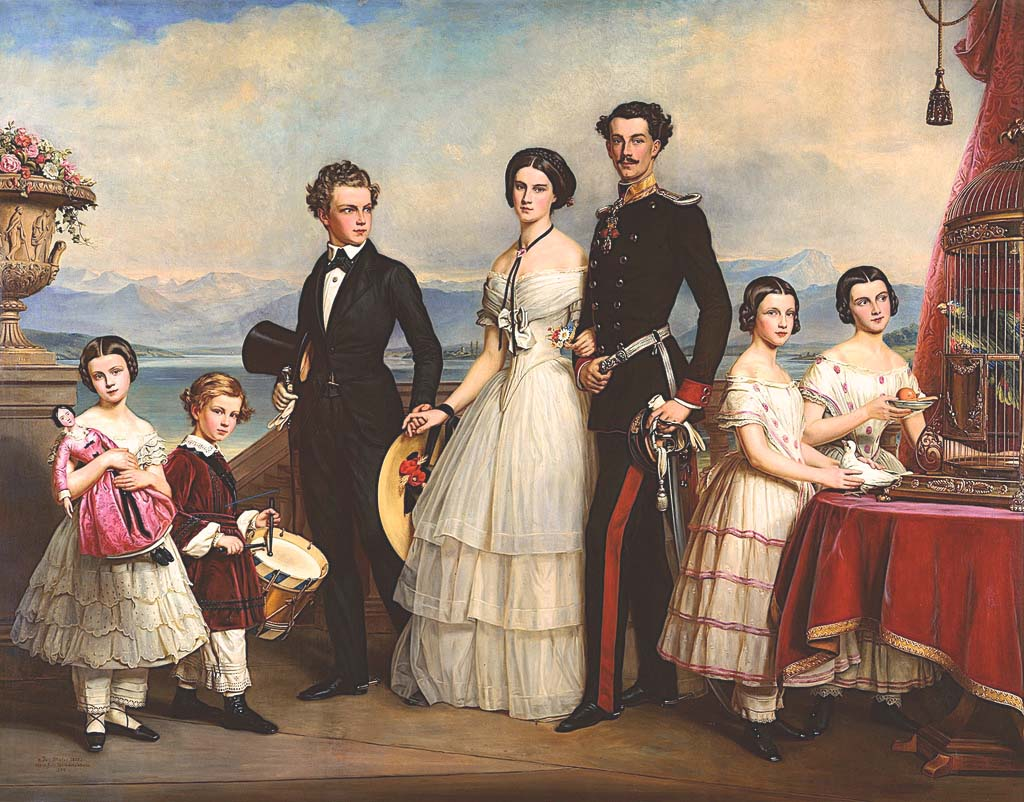
Die Kinder: Sophie, Maximilian Emanuel, Carl Theodor, Helene Karoline Therese, Ludwig Wilhelm, Mathilde Ludovika und Maria Sophie Amalie. Nicht mit auf dem Bild ist Elisabeth Amalie Eugenie „Sisi“ (Gemälde von Joseph Karl Stieler, 1855)

Im September 1828 heiratete Max Joseph mit Ludovika eine Tochter des bayrischen Königs Maximilian I. Joseph. Sie hatten zehn Kinder:
- Ludwig Wilhelm (1831–1920)
  - 1. Ehe: 1859 (morg.): Henriette von Wallersee (1833–1891)
  - 2. Ehe: 1892 (morg.), geschieden 1913: Antonie von Bartolf (1871–1956)
- Wilhelm Karl (* 24. Dezember 1832; † 13. Februar 1833), Grabstätte: Gruft in Schloss Tegernsee
- Helene Karoline Therese (1834–1890)
  - ⚭ 1858: Maximilian Anton Lamoral, Erbprinz von Thurn und Taxis (1831–1867)
- Elisabeth Amalie Eugenie (1837–1898)
  - ⚭ 1854: Franz Joseph I. (1830–1916), Kaiser von Österreich
- Carl Theodor (1839–1909), Augenarzt
  - 1. Ehe: 1865: Prinzessin Sophie von Sachsen (1845–1867)
  - 2. Ehe: 1874: Infantin Maria Josepha (José) von Portugal (1857–1943)
- Marie Sophie Amalie (1841–1925)
  - ⚭ 1859: Franz II. (1836–1894), König beider Sizilien
- Mathilde Ludovika (1843–1925)
  - ⚭ 1861: Ludwig, Prinz von Bourbon-Sizilien  (1838–1886)
- Maximilian (*/† 8. Dezember 1845), Grabstätte: Gruft in Schloss Tegernsee
- Sophie Charlotte Auguste (1847–1897)
  - ⚭ 1868: Ferdinand, Herzog von Alençon-Orleans (1844–1910)
- Maximilian Emanuel (1849–1893)
  - ⚭ 1875: Prinzessin Amalie von Sachsen-Coburg und Gotha (1848–1894)

## Besitztümer
Neben dem nicht unerheblichen Geldvermögen, das Max in Bayern als Erbe seines Großvaters Wilhelm erhielt, besaß er – u. a. durch die Heirat mit Ludovika vererbt – die folgenden Hofmarken und Schlösser:
- Schloss Banz
- Schloss Tegernsee
- Schloss Biederstein
- Herzog-Max-Palais
- Herzogpark
- Schloss Possenhofen
- Schloss Garatshausen (am Starnberger See)
- Schloss Unterwittelsbach
- Brauerei und Klostergut in Kühbach
- Hofmark Motzenhofen und Rapperzell mit Schloss
- Probstei Holzkirchen bei Würzburg

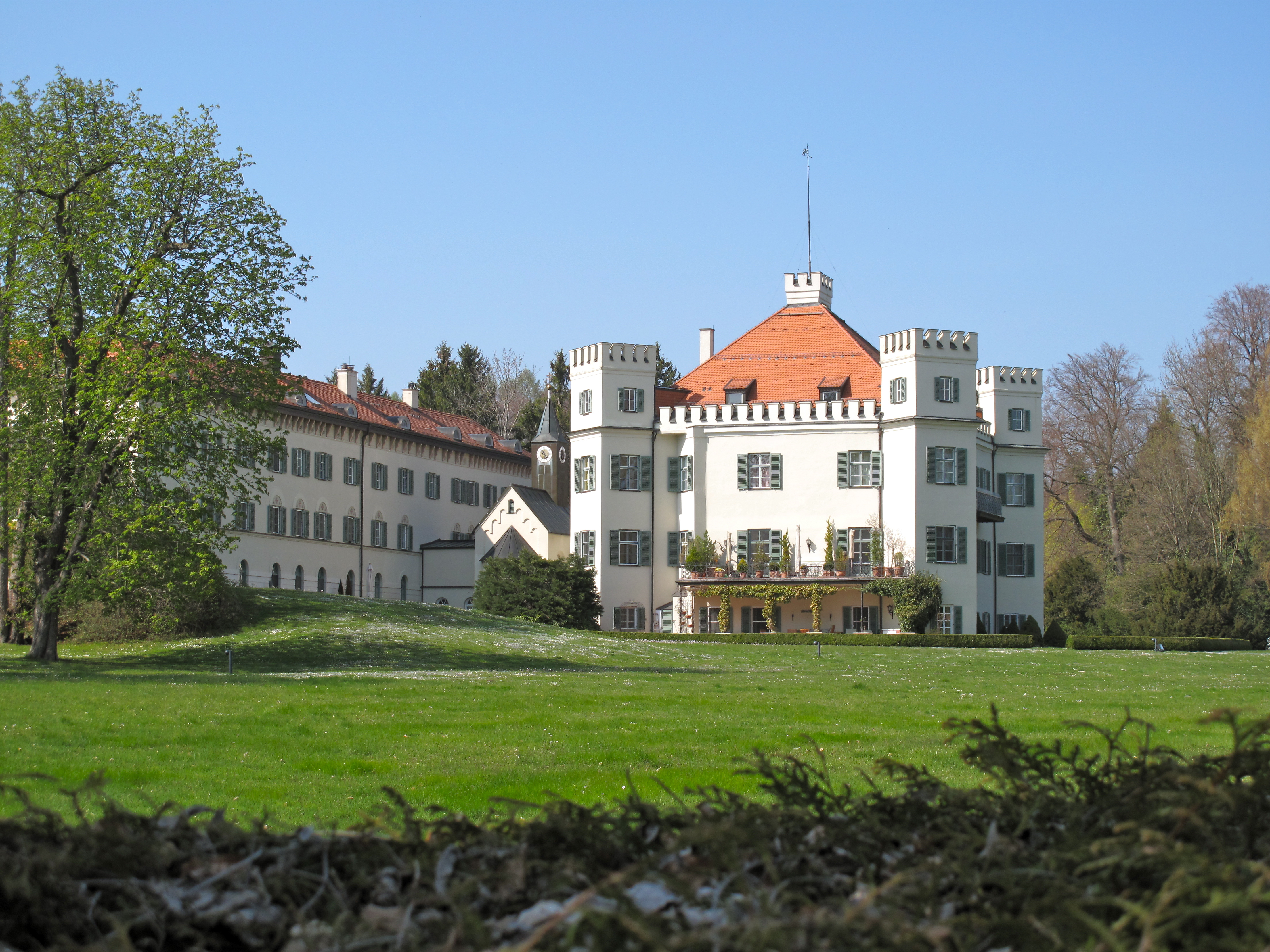
Schloss Possenhofen
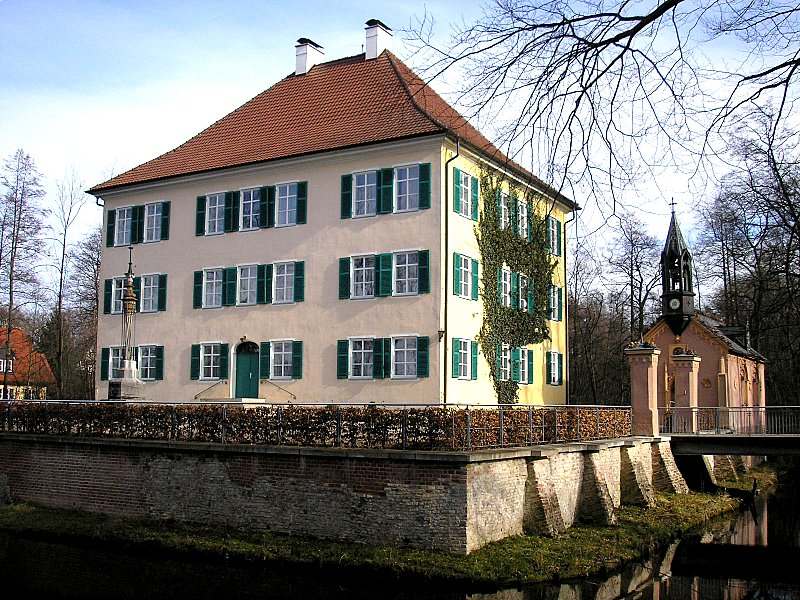
Wasserschloss Unterwittelsbach
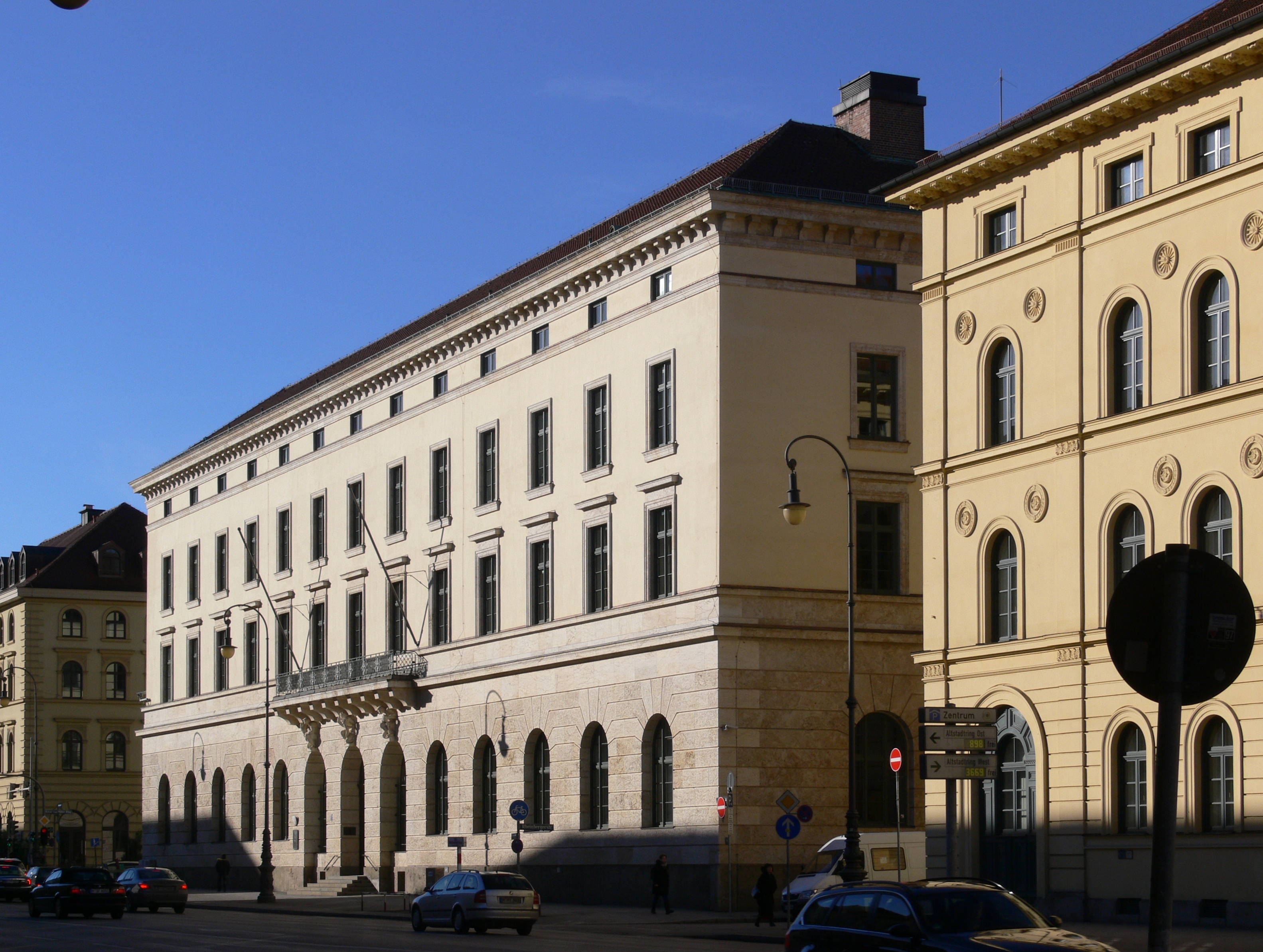
Herzog-Max-Palais in München
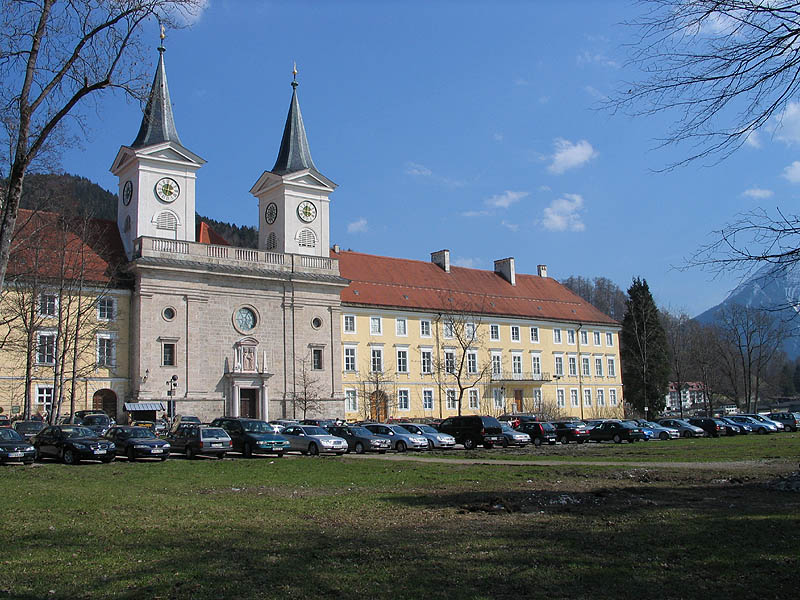
Kloster Tegernsee

## Dokumentarfilme
- Sisis Vater, Herzog Maximilian in Bayern. (= Bayern erleben. Folge 11). 45 Min. Ein Film von Bernhard Graf. Deutsche Erstausstrahlung: 9. Mai 2016 (Online bei YouTube).[11]

## Schriften
- Wanderung nach dem Orient im Jahre 1838. Verlag von Georg Franz, München 1839 (Digitalisat im MDZ).